# Alphonse Rodríguez
Pour les articles homonymes, voir Saint Alphonse et Rodríguez.
Alphonse Rodríguez (en espagnol : Alonso Rodríguez) (Ségovie, 25 juillet 1533 - Palma de Majorque, 31 octobre 1617) est un frère jésuite espagnol, portier au collège de Majorque durant presque toute sa vie. De vertu éminente et guide spirituel apprécié, il a été canonisé en 1888. Liturgiquement il est commémoré le 31 octobre.

## Biographie

### Formation, famille et malheurs
Fils de commerçant en laines et tissus, Alphonse a connu Pierre Favre, un des premiers jésuites, lorsque, de passage à Ségovie en 1541 pour une mission populaire, ce dernier logea chez ses parents et prépara Alphonse à faire sa première communion.
À 13 ans, Alphonse se trouve avec son frère aîné Diego à Alcala pour y étudier. La mort inopinée de son père (en 1546) le force à les interrompre : sa mère lui demande de rentrer, n’étant pas en mesure, avec 9 enfants, de s’occuper seule du négoce paternel de draps.
En 1558, il se marie avec Maria Juarez dont il a trois enfants. Il ne connaît que des malheurs : en trois ans il perd d’abord son fils Gaspar, puis sa fille Maria et sa femme (en 1567) et finalement son plus jeune fils Alphonse. De plus, les affaires familiales périclitent : il doit fermer son commerce,,.

### Vocation religieuse
Dans cette grande adversité, il trouve soutien et réconfort auprès des jésuites Louis de Santander et Jean Martinez. À travers ces tristes événements, il croît dans une profonde union intime avec Dieu. Des mois de solitude, faite de pénitences et prières, le portent au désir de se faire religieux jésuite.
Sa première demande d’admission en 1568 est refusée : il est trop âgé (35 ans), de santé fragile et n’a pas fait les études requises pour accéder à la prêtrise. Déçu mais sans renoncer à son projet, il se rend à Valence, suivant le conseil du père Louis de Santander pour y étudier en vue du sacerdoce.
Deux ans plus tard, il demande à nouveau son admission dans la Compagnie. S’il ne peut être prêtre il accepterait avec plaisir d’y être frère. Malgré l’avis négatif de ses conseillers, le provincial Antoine Cordeses le reçoit avec ses mots : « Qu’il entre, nous le recevrons comme saint! ». Alphonse commence son noviciat le 31 janvier 1571 à Valence. Après six mois au collège Saint-Paul de Valence, il est envoyé à celui de Montesíon à Palma de Majorque. Il y restera 46 ans, jusqu’à la fin de sa vie.

### Au collège de Majorque

Estampe d'Alphonse Rodriguez, réalisée par Schelte Adams Bolswert.

Rodriguez occupe au collège diverses charges domestiques. En 1579 il y est nommé à la porterie. C’est dans cet humble office de portier de collège qu’il rayonne de sagesse, d’attention aux autres et esprit de service. Sa vie spirituelle, d’évidente union à Dieu, étonne et attire les visiteurs. Cette activité monotone de la porterie lui permet d’encourager les étudiants, de consoler ceux qui sont dans la peine, de conseiller les inquiets et les tourmentés et d’aider les nécessiteux.
Après quinze ans d’un service sans relâche - Rodriguez a 61 ans - on lui donne un adjoint : il est ainsi dispensé des longues heures de présence à la porterie. Mais son apostolat spirituel et pastoral continue. Personne de ceux qui passaient le seuil du collège - des étudiants les plus frivoles aux compagnons jésuites les plus austères - , n’était sans subir, ne fût-ce qu’indirectement, l’influence spirituelle de Rodriguez.
L’étudiant jésuite saint Pierre Claver, arrivé au collège en 1605, aime parler avec lui de choses spirituelles. C’est Rodriguez qui suggère à Pierre Claver de se porter volontaire pour l’envoi en mission en Amérique espagnole.
À partir de 1615, frêle et perclus, il est pratiquement confiné à son lit, se levant uniquement pour assister à la messe. Alphonse Rodriguez meurt deux ans plus tard, le 31 octobre 1617.

## Vie spirituelle

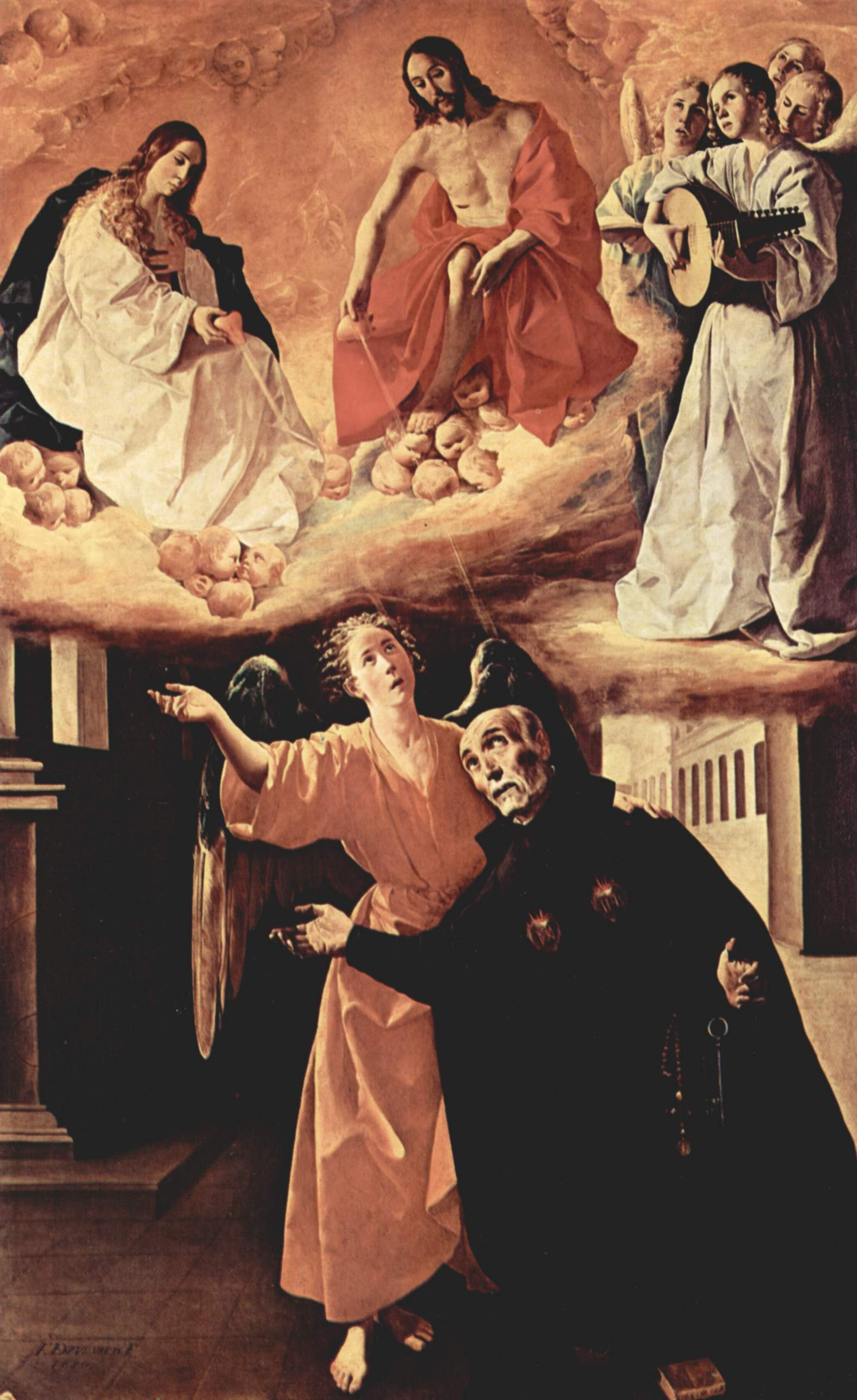
Peinture représentant Alphonse Rodriguez ayant une vision de Jésus et de la Vierge Marie.

La qualité et la profondeur de sa vie de prière sont peu connus de ses contemporains. Le frère Alphonse Rodriguez est très discret. Cependant après sa mort quatorze cahiers de ‘notes spirituelles’ tenus, en fait, à la demande expresse de son supérieur religieux, sont découverts qui révèlent une vie remarquable d’union à Dieu, ayant même des accents mystiques (extases et visions). Sa spiritualité est Christocentrique. Ses notes partent de son expérience personnelle : présence de Dieu, mortifications diverses, obéissance. Il demande à être introduit dans le ‘Cœur du Jésus’.
Évitant de se mettre en avant il ouvre ces cahiers par ces paroles : « Mémoire de certaines choses qui sont arrivées à une cette [?] personne... » Ils ont été publiés sous le titre « autobiographie » et traduits en de nombreuses langues.

## Vénération et souvenir
- Béatifié par Léon XII en 1825, Alphonse Rodriguez est canonisé par Léon XIII le 15 janvier 1888. Liturgiquement commémoré le 31 octobre[3], saint Alphonse est le saint patron de tous les frères jésuites. Son corps repose dans la chapelle du collège des jésuites à Palma de Mallorca.
- Une municipalité au Québec (Canada) fut nommée en son honneur: Saint-Alphonse-Rodriguez.

## Écrits
- Obras espirituales del Beato Alonso Rodriguez (éditées par J. Nonnell), 3 vol., Barcelone, 1885-1887.
- Autobiografia o sea memorial o cuentas de consciencia (ed. par V. Segarra), Barcelone, 1956.